# Limite ultrarelativiste
 (signalé en juillet 2025).
Si vous disposez d'ouvrages ou d'articles de référence ou si vous connaissez des sites web de qualité traitant du thème abordé ici, merci de compléter l'article en donnant les références utiles à sa vérifiabilité et en les liant à la section « Notes et références ».
- Archive Wikiwix
- Bing
- Cairn
- DuckDuckGo
- E. Universalis
- Gallica
- Google
- G. Books
- G. News
- G. Scholar
- Persée
- Qwant
- (zh) Baidu
- (ru) Yandex
- (wd) trouver des œuvres sur Wikidata

En physique, une particule est dite ultrarelativiste lorsque sa vitesse v est très proche de celle de la lumière, c. La limite relativiste est le domaine de vitesses, proche de c, dans lequel certaines approximations liées à cette proximité sont acceptables. Elle est caractérisée par l'inégalité {\displaystyle 1-\beta \ll 1}, où {\displaystyle \beta } désigne la vitesse réduite ({\displaystyle \beta =v/c}), ou par {\displaystyle \alpha \ll 1}, où {\displaystyle \alpha } désigne le facteur de contraction ({\displaystyle \alpha ={\sqrt {1-\beta ^{2}}}}).
L'énergie {\displaystyle \gamma \,mc^{2}} d'une particule ultrarelativiste, où m désigne la masse de la particule et {\displaystyle \gamma } le facteur de Lorentz ({\displaystyle \gamma =1/\alpha }), est presque entièrement due à son énergie cinétique {\displaystyle E_{\mathrm {c} }=(\gamma -1)\,mc^{2}}.
La limite relativiste est atteinte quand une particule de masse donnée acquiert une énergie cinétique suffisamment élevée. Les particules de très faible masse (les neutrinos, par exemple) n'ont pas besoin de beaucoup d'énergie pour l'atteindre.